# Предварително разследване (списание)
„Предварително разследване“ е научно списание, официално публикувано от Разследващ комитет на Република Беларус, което публикува научни статии по проблемите на правоприлагането и борбата с престъпността..

## За списанието
Списанието е създадено през 2017 година. Издава се 2 пъти в годината. Представя научни статии по наказателно право, наказателно производство и други правни науки. Редакцията на списанието включва учени от Беларус, Русия, Украйна, Армения. Списанието получава няколко почетни награди от медиите на Република Беларус.